# محمدرضا جودت
محمدرضا جودت (۱۳۱۸ – ۹ آذر ۱۴۰۲) معمار، نقاش و مترجم ایرانی و از مؤسسان تالار ایران (قندریز) بود.

## زندگی‌نامه
محمدرضا جودت در سال ۱۳۱۸ در اردبیل زاده شد. او پس از گذراندن دوره ابتدایی و دبیرستان در سال ۱۳۴۰ در دانشکده هنرهای زیبای دانشگاه تهران رشته نقاشی را ناتمام رها کرد و از رشته معماری و شهرسازی دانشگاه شهید بهشتی با مدرک کارشناسی ارشد فارغ‌التحصیل شد. وی عضو هیات علمی دانشکده معماری و شهرسازی دانشگاه شهید بهشتی، مدیرعامل شرکت مهندس مشاور جودت و همکاران، عضو هیات امنای انجمن مفاخر معماری ایران و از موسسان تالار ایران (قندریز) بود.
جودت همزمان در دفتر طراحی خود با عنوان «جودت و همکاران» آثار بسیاری از خود به جای گذاشت که از آن جمله می‌توان به طراحی دانشکده پزشکی و پیراپزشکی سمنان، طراحی دانشکده پزشکی سنندج و مجتمع‌های مسکونی مختلف در تهران یاد کرد.

## آثار

### ترجمه[۹]
- ریشه‌های معماری مدرن، کریستین نوربرگ شولتز، انتشارات شهیدی، ۱۳۸۸.
- معماری دیکانستراکشن، معماری و دیکانستراکتیویست، انتشارات گنج هنر، ۱۳۸۵.
- تو معماری را ترسیم می‌کنی ولی من آن را می‌سازم، (مجموعه مقاله)، انتشارات گنج هنر، ۱۳۸۴.
- پایان هنر، دانلد کاسپیت، انتشارات آرمانشهر، ۱۳۸۹.
- معماری قدیم و جدید ژاپن (با همکاری دیگران)، ۱۳۷۵.
- زهدان‌های معماری، م‍اری‍ال‍وئ‍ی‍زا پ‍ال‍وم‍ب‍و، انتشارات گنج هنر، ۱۳۸۶.

### تألیف
- بررسی هنری اجتماعی امپرسیونیسم (با همکاری رویین پاکباز)، انتشارات تالار ایران (قندریز) ۱۳۵۱.